# Korenmolen van Dreumel
De naamloze korenmolen van Dreumel staat aan de Rooijsestraat in Dreumel. Het is een ronde stenen stellingmolen, de kap is gedekt met riet en heeft roeden met een vlucht van 22,80 meter. In de molen bevinden zich twee koppels maalstenen. Oorspronkelijk waren er drie koppels aanwezig.
De molen werd in 1845 gebouwd en werd vermoedelijk in de jaren '20 van de 20e eeuw onttakeld. De romp bleef in redelijke staat en werd in 1977 op de lijst met Rijksmonumenten gezet. In 2009 werd een nieuwe kap op de molen gezet en werden de roeden gestoken. De molen is voor zover bekend nog niet maalvaardig.